# Веприн (Брянская область)
Веприн — деревня в Клинцовском районе Брянской области в составе Рожновского сельского поселения.

## География
Находится на правом берегу реки Вепринка в западной части Брянской области на расстоянии приблизительно 19 км на запад-юго-запад по прямой от вокзала железнодорожной станции Клинцы.

## История
Веприн (Веприно, устаревшее Вепринская Рудня) основана в начале XVIII века Михаилом Миклашевским как рудня, работавшая до конца XVIII века; 
С 1770-х годов во владении Завадовских (казачьего населения не имела). 
До 1781 входила в Новоместскую сотню Стародубского полка; 
С 1782 по 1921 в Суражском уезде (с 1861 - в составе Ущерпской волости), 
В 1921-1929 в Клинцовском уезде (Ущерпская волость). 
В середине XX века - колхоз "Правда". 
До 1954 - центр Вепринского сельсовета, 
В 1954-1974 в Ущерпском сельсовете.
В 1928 году число хозяйств было 153. 
В 1859 году (деревня Суражского уезда Черниговской губернии) учтено было 60 дворов, в 1892—119 дворов.
Были здесь когда-то спиртовой завод, развивалось медеплавильное производство (жужаль), стекольный завод, крахмальный завод. 

## Население
Численность населения: 400 человек (1859 год), 479 человек (1926), 908 человек (1892), 178 человек (2002), 167 человек (2010), 179 человек (2013).